# Nechama Rivlinová
Nechama Rivlinová (hebrejsky נֶחָמָה רִיבְלִין‎, 5. června 1945, Cherut, Britský mandát Palestina – 4. června 2019, Petach Tikva, Izrael) byla izraelská první dáma, manželka prezidenta Reuvena Rivlina. V letech 1967 až 2007 pracovala jako výzkumnice a vědecká tajemnice na Hebrejské univerzitě v Jeruzalémě.

## Život
Matka Rivlinové přišla do mandátní Palestiny z Ukrajiny. Ostatní členové matčiny rodiny zemřeli během holokaustu. Nechama vystudovala biotechnologii a zoologii na Hebrejské univerzitě v Jeruzalémě. Čtyři desítky let zde pak pracovala ve vědeckém výzkumu a také jako tajemnice.
Za svého manžela Reuvena Rivlina se provdala v roce 1971. Měli spolu tři děti.
Trpěla dýchacími obtížemi. I přes zdravotní problémy doprovázela svého manžela na veřejnosti, používala přenosnou kyslíkovou jednotku. V březnu 2019 jí lékaři transplantovali plíce. O tři měsíce později však ve věku 73 let zemřela v důsledku plicní fibrózy.